# Rhys Murphy
Rhys Murphy (Shoreham-by-Sea, 1990. november 6. –) angol labdarúgó, a Southend United játékosa.

## Pályafutása
Már fiatal korában csatlakozott a Wimbledon FC csapatához. Majd később az Arsenal FC utánpótlás csapatához csatlakozik, és később feljut az Arsenal akadémiára ahol 21 mérkőzés alatt 17 gólt lőtt. 2009. november 24-én kölcsönbe adták a Brentford FCnek.
2011. augusztus 2-án kiderült, hogy próbajátékon volt a skót bajnok Rangersnél, ahol a tartalékoknál szerepelt egy Hamilton FC elleni, 2-1-es győzelemmel végződő barátságos mérkőzésen.

## Statisztika
| Klub                 | Szezon               | Liga | Liga | Liga     | FA kupa | FA kupa | FA kupa  | Liga kupa | Liga kupa | Liga kupa | Európa | Európa | Európa   | Összesen | Összesen | Összesen |
| Klub                 | Szezon               | Mérk | Gól  | Gólpassz | Mérk    | Gól     | Gólpassz | Mérk      | Gól       | Gólpassz  | Mérk   | Gól    | Gólpassz | Mérk     | Gól      | Gólpassz |
| -------------------- | -------------------- | ---- | ---- | -------- | ------- | ------- | -------- | --------- | --------- | --------- | ------ | ------ | -------- | -------- | -------- | -------- |
| Arsenal              | 2009–10              | 0    | 0    | 0        | 0       | 0       | 0        | 0         | 0         | 0         | 0      | 0      | 0        | 0        | 0        | 0        |
| Brentford (kölcsön)  | 2009–10              | 5    | 0    | 0        | 1       | 0       | 0        | 0         | 0         | 0         | 0      | 0      | 0        | 6        | 0        | 0        |
| Pályafutása összesen | Pályafutása összesen | 5    | 0    | 0        | 1       | 0       | 0        | 0         | 0         | 0         | 0      | 0      | 0        | 6        | 0        | 0        |

(2011. szeptember 24.)

## Válogatott
Murphy szerepelt az Angol U16, U17, és az U19 válogatott csapatában, ott volt a 2009-es U19-es Európa-bajnokság
döntőjében. De a mérkőzést elveszítették, Ukrajnától kapott ki a csapat 0-2-re.
2010 novemberében kijelentette hogy Ír válogatottban szeretné folytatni nemzetközi pályafutását. 2011. augusztusban behívta az Ír U21-es válogatott Murphyt a keretbe. Első bemutatkozása az Ír válogatottnál 2011. szeptember 1-jén történt meg a Magyar U21-es válogatott ellen, amit az Írek nyertek meg 2-1-re.

## Díjak, sikerek
Arsenal FC:
Nyertesek:
- Angol ifjúsági labdarúgókupa: 2008-09
- Premier akadémia liga: 2008-09

 Válogatott:
Döntősök:
- U17-es Európa-bajnokság: 2007
- U19-es Európa-bajnokság: 2009